# Monika Kowalska
Monika Janina Kowalska (née le 25 août 1976) est une lutteuse polonaise.

## Palmarès

### Championnats d'Europe
- Médaille de bronze en catégorie des moins de 75 kg en 1996
- Médaille d'or en catégorie des moins de 75 kg en 1997
- Médaille de bronze en catégorie des moins de 75 kg en 1998
- Médaille de bronze en catégorie des moins de 72 kg en 2003